# Phare de Bleda Plana
Le phare de Bleda Plana est un phare situé sur l'îlot de Bleda Plana au nord-ouest de l'île d'Ibiza, dans l'archipel des Îles Baléares (Espagne).
Il est géré par l'autorité portuaire des îles Baléares (Autoridad Portuaria de Baleares) au port d'Alcúdia.

## Histoire
Sa construction a commencé en 1926 et il a été inauguré le 7 juin 1927. C'est une tour cylindrique blanche de 8 m de haut, avec galerie et lanterne, entrée sur une maison de gardiens circulaire d'un étage. Il a été automatisé en 1971 à l'énergie solaire. En décembre 2009, un hélicoptère a été utilisé pour installer une nouvelle lanterne.
Il est localisé sur une petite île à l'extrémité la plus à l'ouest d'Ibiza, à environ 5 km ouest au sud-ouest du phare de Sa Conillera et n'est accessible que seulement par bateau.
Identifiant : ARLHS : BAL-007 ; ES-32360 - Amirauté : E0276 - NGA : 4788 .